# هوبير لورانس أنتوني
هوبير لورانس أنتوني (بالإنجليزية: Larry Anthony)‏ هو سياسي أسترالي، ولد في 12 مارس 1897 في أستراليا، وتوفي في 12 يوليو 1957 في نفس البلد. حزبياً، نشط في الحزب الوطني الأسترالي. وقد انتخب عضو مجلس النواب الأسترالي عن دائرة ريتشموند ‏ (23 أكتوبر 1937 – 12 يوليو 1957).